# Stepowe (obwód doniecki)
Stepowe (ukr. Степове, do 2016 Petriwśke, ukr. Петрівське) – osiedle na Ukrainie, w obwodzie donieckim, w rejonie pokrowskim, w hromadzie Oczeretyne. W 2001 liczyło 62 mieszkańców, spośród których 22 wskazało jako ojczysty język ukraiński, a 40 rosyjski.